# Eugen Sutermeister

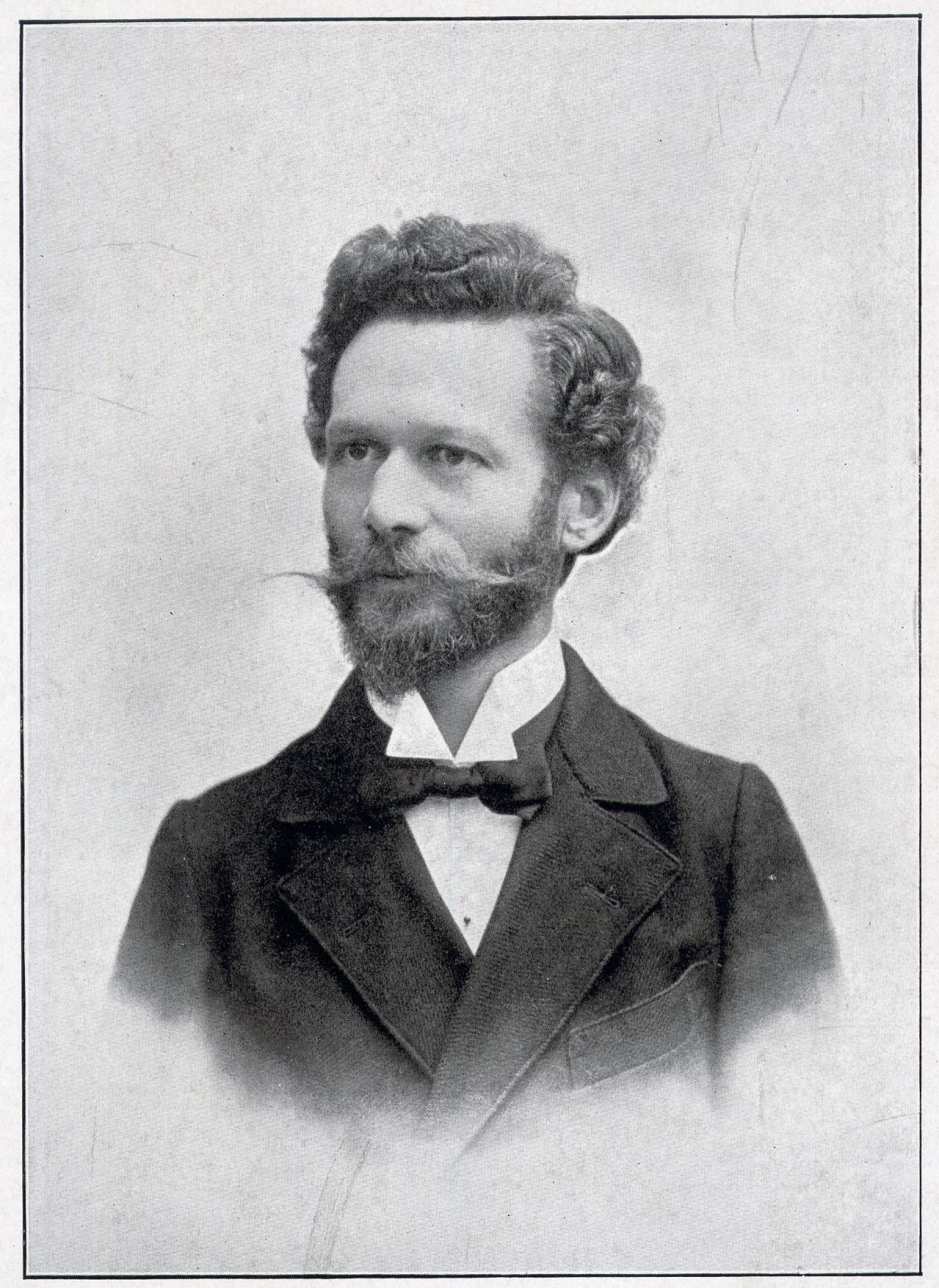
Eugen Sutermeister

Franz Eugen Sutermeister (* 16. November 1862 in Küsnacht, Kanton Zürich; † 8. Juni 1931 in Bern; heimatberechtigt in Zofingen) war ein Schweizer Graveur, erster bernischer Reiseprediger für Gehörlose, Fürsorger und Dichter.

## Leben und Werk

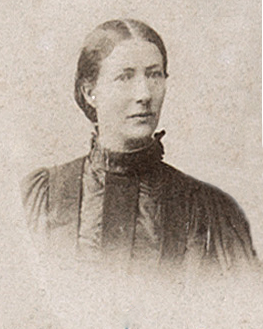
Susanna Bieri (1863–1935), seine Ehepartnerin und Mitarbeiterin

Sutermeisters Vater war Otto Sutermeister, seine Mutter Ernestine Möhrlen (1832–1900). Seine Geschwister waren Paul, Werner, Friedrich, Walter und Emilie (1858–1922) die später Friedrich Mühlberg heiratete. 
Mit vier Jahren verlor Sutermeister wegen einer Hirnhautentzündung sein Gehör. Aus Gehorsam gegenüber seinem Vater trat er in eine Graveur-Lehre ein.
1896 erschien Sutermeisters erste Veröffentlichung: Lieder eines Taubstummen. Sutermeister bewies darin seine ausgewiesene dichterische Sprachkompetenz, die vor allem Hörende beeindrucken musste.
Dann aber welche Lustgefühle gemach mich überkommen;
mich trägt und wiegt die Flut im Spiele, wiewohl ich nie geschwommen -
In süssem Taumel überlassen den Wassern und den Winden,
das ist mein inneres Tonerfassen, das ist mein Klangempfinden.
Aus: Der taubstumme Dichter
1905 liess Sutermeister kurze Predigten für Taubstumme drucken, und 1907 gründete er die Schweizerische Taubstummen-Zeitung. 1911 gründete er den Schweizerischen Taubstummenverein; ab 1911 war er Zentralsekretär des Schweizerischen Fürsorgevereins für Taubstumme.
Sutermeister war zudem landeskirchlicher reformierter Taubstummenprediger, Mitarbeiter an Zeitschriften wie Schweizer Hausfreund, Neuer Hausfreund, Fürs Heim usw. 1912 wurde er zum Mitglied der Französischen Akademie ernannt.
Sutermeister war mit Susanna Bieri (1863–1935) verheiratet, die ihm in seiner Arbeit zur Seite stand. 
Sein Nachlass befindet sich im Schweizerischen Sozialarchiv.

## Schriften
- Gedichte Abrüstungskonferenz, Ein Tabaklied und Idylle. In: Werner Schmid (Hrsg.): Das fröhliche Schweizerbuch: Novellen, Skizzen und Gedichte von neunundsechzig schweizerischen Dichtern und Dichterinnen. Rascher, Zürich(/Leipzig/Stuttgart) 1931, S. 366–368.
- Quellenbuch zur Geschichte des schweizerischen Taubstummenwesens: Ein Nachschlagebuch für Taubstummenerzieher und -freunde. (Band 1: Kapitel 1–6; Band 2: Kapitel 7–12; mit 400 Bildern) Selbstverlag, Bern / Bühler & Werder, Althof 1929.
- Bibliographie des Schweizerischen Taubstummenwesens von seinen Anfängen bis zur Gegenwart: Eine Vorarbeit. Selbstverlag, Bern 1920.
- Lieder eines Taubstummen. 1896.
- Der taubstumme Dichter.